# District de Purba Medinipur
Le district de Purba Medinipur  (bengali : পূর্ব মেদিনীপুর জেলা) est un district de l’État indien du Bengale-Occidental.

## Géographie
Le district a une population de 5 094 238 habitants en 2011 pour une superficie de 4 736 km2.